# سامانه موشکی رعد
رعد یک سامانه موشکی زمین به هوا است که توسط سپاه پاسداران انقلاب اسلامی ایران ساخته شده‌است. از این سامانه موشکی در جریان رژه نیروهای مسلح ایران در تاریخ ۳۱ شهریور ۱۳۹۱ رونمایی شد.

## مشخصات فنی
به گفته امیرعلی حاجی زاده فرمانده نیروی هوافضای سپاه پاسداران انقلاب اسلامی ایران، برد موشک‌های رعد ۵۰ کیلومتر و ارتفاع آن ۷۰ هزار پا است.

## پرتابگر
پرتابگرد سامانه موشکی رعد، یک خودروی ۶ چرخه می‌باشد که شباهت ویژه‌ای به نمونه چرخدار به کار رفته در سامانه سطح به هوای بوک-ام-۱–۲ روسی دارد، و حامل یک مجموعه سه تایی از موشک است که دو درجه آزادی سمتی و ارتفاعی داشته و در برخی نمونه‌ها مجهز به رادار هم بوده و به نظر می‌رسد زیر قسمت موشک‌ها محلی برای استقرار خدمه داشته باشد.
به نظر می‌رسد این پرتابگر باید حامل تجهیزات مخابراتی و سامانه‌های نمایش وضعیت اهداف و تخصیص آن‌ها به هر یک از پرتابگرهای درگیر در هر آتشبار و سامانه‌های پردازش راداری برای نمونه مربوط هم است.
شباهت ویژه این پرتابگر به نمونه مورد استفاده در نسل جدید سامانه تور-ام-۱ یعنی تور-ام-۲ و در صورت تولید نمونه بومی از سامانه تور احتمالاً همین پرتابگر حامل موشک‌های آن خواهد بود.

## تاریخچه
طی مانورهای سال ۲۰۱۲ نیروی دریایی ایران با موفقیت سامانه دفاع هوایی رعد را آزمایش کرد، اما هنوز مشخص نیست که آیا موشک‌هایی که نیروی دریابی استفاده کرد همان موشک‌های تائر ۲ نیروی هوایی سپاه پاسداران باشند و ممکن است این تنها شباهت دو سامانه دفاع هوایی باشد.
در ۲۰۱۴ نیروی هوایی سپاه پاسداران چهار نوع ترکیب مختلف از سامانه دفاع هوایی رعد را معرفی کرد. سامانه سوم خرداد تلار که به موشک‌های تائر ۲بی، رادار آرایه فازی مجهز است و می‌تواند دو پرتابگر را هدایت کند. تبس تلار که دارای رادار گنبدی سفید است و موشک تائر ۲ الف دارد، سامانه علم‌الهدی که سامانه‌های رهگیری الکترواپتیکی دارد و موشک تائر ۲ و سامانه تائر ۲ که پرتابگرهای چرخ دار جدید دارد و روی خودروهای مجزا کار می‌کند و بردش به ۸۰ کیلومتر می‌رسد.

## پی‌نوشت‌ها
1. ↑  «نسخه آرشیو شده». بایگانی‌شده از اصلی در ۲۵ سپتامبر ۲۰۱۲. دریافت‌شده در ۲۵ آوریل ۲۰۱۳.
2. ↑  «نسخه آرشیو شده». بایگانی‌شده از اصلی در ۲ نوامبر ۲۰۱۲. دریافت‌شده در ۲۵ آوریل ۲۰۱۳.
3. ↑  موشک‌های ایرانی با نسل جدید لانچرها پرتاب می‌شوند + عکس باشگاه خبرنگاران جوان
4. ↑  «سامانه‌های پدافندی خانواده رعد». جنگاوران. دریافت‌شده در ۲۱ ژانویه ۲۰۲۱.
5. ↑  "Latest version of Raad missile successfully test-fired". English.irib.ir. 2012-12-31. Archived from the original on 2013-01-26. Retrieved 2013-09-03.
6. ↑  "اسکویی دربارهٔ ایران: Iran Tests Ra'ad Air Defense System During Naval Drills". Uskowi on Iran. Retrieved 2013-09-03.
7. ↑  ""علم الهدی" ناشناخته‌ترین سامانه شکار جنگنده‌های رادارگریز +عکس". mashreghnews.ir. Retrieved 2016-07-24.
8. ↑  Binnie, Jeremy (13 July 2014). "IRGC unveils new tactical ballistic missiles developments - IHS Jane's 360". web.archive.org. London. Archived from the original on 14 July 2014. Retrieved 22 June 2019.{{cite web}}:  نگهداری یادکرد:ربات:وضعیت نامعلوم پیوند اصلی (link)
9. ↑  War Is Boring. "Iran's Response to Saudi War Game—Show Off All the Weapons — War Is Boring". medium.com. Retrieved 2016-07-24.